# Wimereux
Wimereux este o comună în departamentul Pas-de-Calais, Franța. În 1 ianuarie 2022 avea o populație de 6.307 de locuitori.
Este situată la granița cu orașul Boulogne-sur-Mer, în apropiere de Manche și la gura fluviului Wimereux, de la care și vine numele comunei.
Wimereux este de asemenea și stațiune baleară.

## Geografie

### Situare geografică
Wimereux este situată în nordul Franței, departamentul Cote d'Opale (engl: Opal Coast), în imediata apropiere de Boulogne-sur-Mer.
Se găsește la aproximativ 40 km de coasta engleză, pe linie dreaptă la 27 km de la Calais, 100 km de Lille și 220 km de la Paris.

### Transport
Autostrada A16 servește Wimereux prin ieșiri 32 și 33. Se poate ajunge la Calais (25 de minute) și Dunkirk (45 de minute), la nord și la Amiens (la 1:20) și Paris (2:30) la sud.
Ruta Națională 42 trece, de asemenea, aproape de oraș (aproximativ 10 km).Ea permite să ajungi rapid la Saint-Omer și A26 (care leagă Calais și Troyes).
O stație de cale ferată servește Wimereux stația Wimille-Wimereux, deservite de TER Nord-Pas-de-Calais între Boulogne și Calais. Principalele posturi de apropiere sunt cele de la Boulogne-Ville (15 minute) și Calais-Frethun (20 de minute).
Wimereux este, de asemenea, deservit de rețeaua de autobuz Boulogne TCRB (liniile 1, A șiT ).
În cadrul orașului, străzile sunt organizate de-a lungul paralel. Mai multe poduri pot permite trecerea prin Wimereux.
Trasee de drumeții, de asemenea, trece prin zona.

### Topografie și geologie
Orasul situat la latitudine joasa și este organizat de-a lungul plajei, cu un baraj care se oprește valurile de la maree înaltă.
Plaja este compusă din nisip și pietriș în amestec.De-a lungul orașului,începînd de la nord pîna la pelerinele Blanc-Nez și Gris-Nez.
În vreme bună, vom vedea, uneori, stâncile din Anglia în fața.Solurile engleze și cele ale teritoriului Wimereux fac parte din acelaș bazin geologic.
Marginea orașului se află mai sus pe dealurile care rezultă din formarea geologică a butonierei de Boulogne.

### Hidrografie
Wimereux este un fluviu care își ia sursa din Colembert și trece prin comună înainte de a se vărsa în Canalul Mânecii.

## Istorie

### Primele ocupații umane
În Wimereux primele urme gasite datează din an. 500 000 î.Hr. Clima este caldă (prezenți elefanți, feline...). Oamenii supravețuiau din vînatoare, pescuit și culesul pomușoarelor.
Diferiți invadatori celtici sunt implantați în regiune și dezvoltă comerțul cu Insulele Britanice.
Apoi , în urma războaielor galice, romanii au ocupat Galia de aproape 300 ani. Boulogne este inclus în Galia Belgiană.
Invaziunile barbare disctug  Boulogne în sec III. Orașul este reconstruit în sec IV, economia locală renaște.La începutul sec.V, germanii invadează  Galia.  În 481, Clovis devine regele francilor și unifică teritoriile (Nordul Franței și Belgia, apoi și o mare parte al perimetrului actual al Franței).

### Evul Mediu și Epoca Modernă
Dinastia Merovingiană, succesorii francilor, apoi Imperiul Carolingian (Carol cel Mare) ocupa începutul perioadei medievale. 
Wimille se atașează la comuna Boulogne, regiunea este convetită la crestinism, suferind apoi mai multe războaie. Philip al II-lea al Franței (Dinastia Capețienilor) cîștigă bătălia de la Bouvines în 1214 și reia nordul Franței.
Urmează o perioadă de pace pîna la Războiul de 100 ani. Începînd cu 1347 Wimille are vecini britanici, Calais devine britanic pîna în 1559. Regiunea este astfel obiect al frecventelor bătălii. Ciuma neagră lovește mai mult Boulogne din 1347 pîna în 1350, cu aproximativ 32%  gospodării afectate.
La gura fluviului Wimereux, Vauban în sec XVII, a costruit una din cele mai putenice protecții pe litoral, a cărei ruine au stat în mijlocul mării pîna în 1940, prăbușite în timp.

### Epoca Contemporană
Statiunea balneară creată în perioada[Al Doilea Imperiu Francez, Wimereux a luat numele fluviului care se varsă în mare în locul unde orașul a fost construit. Teritoriul orașului Wimereux la originea sa, aparținea  comunei Wimille, care s-a despărțit în 1899.
Wimereux constitue un ansamblu arhitectural remarcabil de case și clădiri tipice Epocii Frumoase (Belle Époque)  care continuă sa fie întreținute.
De la originea sa, fiind casa a doua pentru familiile bogate din Lille și Paris, Wimereux în ultimii 20 ani, a devenit suburbie a orașului Boulogne-sur-Mer. Wimereuz atrage de asemenea  Britanici, Belgieni și Ruși care se instalează cu traiul.
Stațiunea de pe litoral a fost parțial devastată în 1945.

## Administrația
Wimereux face parte din Communauté d'agglomération du Boulonnais (CAB), aparută ca rezultat al fuziunii a trei structuri intercomunale numite Țările Boulogneze. Sediul central a acestor  grupe este Boulogne-sur-Mer.

## Demografie

### Evoluția demografică
Evoluția numărului de locuitori este cunoscută prin recensămintele efectuate în Wimereux de la 1793. Comuna a fost creată în 1899 pornind de la Wimille. După recensămintul Insee (Institutul național de statistică și educație economică) 2007, Wimereux numără 7 398 locuitori (fiind o stagnare în raport cu 1999). Comuna ocupă locul  1295 la nivel național, așa cum în 1999 era pe locul 1207.

### Piramida vârstelor
Populația comunei este relativ tânără. Rata pentru persoanele cu vârsta de peste 60 ani (21,5%) este de fapt mai mare decât  rata națională (21,6%), oricum fiind inferioară ratei  departamantului (19,8%).
Ca distribuție națională și departamentală, populația feminină este superioară celei masculine. Rata fiind 51,9%, cam de acelaș ordin cu rata națională (51,6%).
Repartiția populației comunei pe intervale de vârste în 2007 este următoarea:
- 48,1 %  barbați (0 la 14 ani = 22 %, 15 la 29 ani = 18,3 %, 30 la 44 ani = 20,4 %, 45 la 59 ani = 21,5 %, > 60 ani = 17,8 %);
- 51,9 % femei (0 la 14 ani = 18,2 %, 15 la 29 ani = 14,7 %, 30 la  44 ani = 20,7 %, 45 la 59 ani = 21,5 %, > 60 ani = 24,8 %).

## Economia

### Veniturile populației și fiscalitatea
În 2009, valoarea medie a impozitului pe venit pe gospodărie constituia 18 127 €, care este mai mare decit media Nord-Pas-de-Calais (16001 €) și echivalent ce cea națională (18 355 €).

## Turismul
Stațiunea balneară din Wimereux are un mare succes în perioada de vara. Aceasta atrage numeroși francezi (nordici și parizieni), de asemenea și britanici, belgieni și ruși.
Multe magazine (alimentație,îmbrăcăminte, magazine de suveniruri…), bănci, restaurante și baruri care sunt situate în centrul orașului și de-a lungul digului Wimereux.

## Viața locală

### Educația
Orașul are 2 grădinițe și 3 școli private. Învătământul secundar și terțiar se fac în cel mai apropiat oraș la Boulogne-sur-Mer.
Wimereuz găzduiește de asemenea o ramură a șcloii Connservatoire a Rayonnement Departemental du Boulogne,școală de muzică și dans, situate de asemenea în Boulogne-sur-Mer și Saint-Martin-Boulogne.
Stația marină din Wimereux este asociată cu laboratorul de Oceanologie și Geoștiințe (LOG), de la universitatea din Lille si Universite du Littoral Cote d’Opale în PRES (Pole de recherché et d’enseignement superieur),Universite Lille Nord de France.

### Sănătate
Un centru ospitalier este present la Boulogne-sur-Mer și o policlinică la Saint-Martin-Boulogne.

### Sport
Clubul Natic din Wimereux (CNW)  permite practicarea de Optimism, windsurfingul,(mai mulți campioni cu renume internațional sunt de la cluburile cum Pascal Maka, mai recent, Jules Denel), catamaran, caiac pe mare, land sailing (eng.),kitesurfing.
Wimereux are de asemenea un teren de golf cu 18 găuri (cel mai vechi din Franța) și permite practicarea a mai multor sporturi (tennis, sporturi colective…).

### Cultură
Un concurs anual de curse de cai Boulogne are loc în comună.
O brinză locală poartă numele orașului: Drojdia de Wimereux.

### Festivități
- Celebrarea plimbare cu barca
- Weekend de aer
- Sărbătoarea mucegaiului
- Concerte de pe dig.

## Recompense
Wimereux a primit trei flori la Concursul de orașe și sate în floare.

## Locuri și monumente
- Toate vilele din Epoca Frumoasă
- Laboratoarele de cercetări științifice maritime (Station marine de Wimereux -Université Lille Nord de France)
- Colecții de Charles Belart (unelte din Paleolitic)
- Gara  de-Wimille Wimereux.